# Otsego County (New York)
Otsego je okres (county) amerického státu New York založený v roce 1791. Jeho správním střediskem je městečko Cooperstown, jež mělo v roce 2010 1852 obyvatel. Celková rozloha okresu činí 2629 km², z čehož pouze 31 km², tedy 1,21 % připadá na vodu.

## Historie
Roku 1789 se z původního okresu Montgomery vydělil okres Ontario. Jeho rozloha byla mnohem větší, než je dnes, zahrnovala i části dnešních okresů Allegany, Cattaraugus, Chautauqua, Erie, Genesee, Livingston, Monroe, Niagara, Orleans, Steuben, Wyoming, Yates, a části okresů Schuyler a Wayne.
Okres Otsego byl vyhlášen 16. února 1791 a jeho sídlem se stala obec Cooperstown. Původní okres sestával ze tří obcí:
- Cherry Valley na severovýchodě
- Otsego na severozápadě
- Harpersfield na jihu

Otsego and Cherry Valley spolu zhruba tvořily rozlohu dnešního okresu Otsego, zatímco Harpersfield zabíral oblast směrem na jih od dnešního okresu směrem k řece Delaware.

## Geografie
Otsego County leží v centrální části státu New York západně od hlavního města státu Albany, jihovýchodně od Utiky a severovýchodně od Binghamtonu.

## Sousední okresy
- Herkimer County na severu
- Montgomery County na severovýchodě
- Schoharie County na východě
- Delaware County na jihu
- Chenango County na jihozápadě
- Oneida County na severozápadě
- Madison County na severozápadě

## Města a městečka
| - Burlington - Butternuts - Gilbertsville - Cooperstown - Cherry Valley - Decatur - Edmeston - Exeter - Hartwick - Laurens | - Maryland - Middlefield - Milford - Morris - New Lisbon - Oneonta - Otego - Otsego - Pittsfield | - Plainfield - Richfield - Richfield Springs - Roseboom - Springfield - Unadilla - West End - Westford - Worcester |

## Obyvatelstvo
Podle sčítání obyvatel Spojených států amerických v roce 2000 žilo v okrese 61 676 obyvatel ve 23 291 domácnostech. Hustota zalidnění činila 23,9 obyvatel na kilometr čtvereční. Rasové složení obyvatelstva okresu bylo následující: 95,8 % bělochů, 1,75 % Afroameričanů, 0,23 % indiánů, 0,63 % asiatů, 0,05 % obyvatel původem z Tichomoří, 0,5 % obyvatel jiného rasového původu a 1,05 % míšenců. Z toho bylo 1,9 % hispánského a latinoamerického původu, 15 % mělo irské předky, 14,9 % britské, 14,9 % německé, 11,3 % italské a 9,1 % americké. Prvním jazykem 95,4 % obyvatel byla angličtina, pro 2,1 % jím byla španělština.